# Edwards Air Force Base
La Base Aerea Edwards (inglese: Edwards Air Force Base) (AFB) (IATA: KEDW, ICAO: KEDW, FAA LID: EDW) è un aeroporto militare delle forze aeree USA in California (Stati Uniti d'America). È situata tra le contee di Kern, Los Angeles e San Bernardino. Base aerea dal 1933 con il nome di Muroc Air Force Base, venne ribattezzata con l'attuale nome nel febbraio 1950, in onore del pilota collaudatore Glen Edward, deceduto nel 1948 in seguito all'incidente occorso mentre volava con un prototipo Northrop YB-49.
È strategicamente situata ai bordi del lago secco di Rogers, che ne costituisce una notevole estensione delle piste aeree. Quest'area di atterraggio e decollo così estesa, associata ad un tempo pressoché costante e benevolo durante l'arco dell'anno, rende la base aerea un ottimo sito per ricerche aeronautiche/aerospaziali e voli test su modelli sperimentali di aerei.
La base aerea è essa stessa un centro di addestramento per piloti collaudatori ed è la sede del noto centro di ricerca NASA Dryden, dove sono stati sviluppati e testati molti velivoli militari ed aerospaziali ad elevata tecnologia. La base Edwards è stata, inoltre, un luogo di atterraggio degli Space Shuttle.

## Struttura

### Base aerea principale e Base Sud
La base principale include il Dryden Flight Research Center ed è collegata direttamente alla Base Sud, dove si trova la pista più corta. L'aeroposto della base principale possiede una torre di controllo, un TRACON (codice: Joshua) e una struttura per il controllo radar (codice: Sport). Essendo una base aerea militare, l'accesso ai civili è fortemente limitato.
Ci sono quattro piste pavimentate ed illuminate:
- 04R/22L: 8.062 m di cui 4.579 × 91 m pavimentati, e 3.480 × 91 m non pavimentati (zona di arresto di 558 × 91 m inclusa) sul letto del lago asciutto di Rogers, sull'estremità 04R è provvista una zona di arresto di 301 × 91 m. È equipaggiata con un sistema di arresto su ambo le estremità, a 476 m dall’estremità 22L e a 463 m dall’estremità 04R.
- 04L/22R: 3.658 × 61 m, provvista di una zona di arresto di 306 × 61 m su ambo le estremità. È stata costruita per sostituire momentaneamente la parallela 04R/22L.
- 06R/24L: 5.862 m di cui 2.438 × 15 m pavimentati, e 3.432× 64 m non pavimentati (zona di arresto di 336 × 31 m inclusa) sul letto del lago asciutto di Rogers, sull'estremità 06R è provvista di una zona di arresto di 61 × 31 m.
- 06L/24R: 1.828 × 45 m, provvista di una zona di arresto di 63 × 45 m su ambo le estremità.

In aggiunta ci sono altre 10 piste ufficiali non asfaltate situate sul letto del lago Rogers e 2 sul letto del fiume Rosamond; contrassegnate con un bordo nero:
- 18L/36R ; 18C/36C ; 18R/36L: parallele, unite e tutte di dimensioni 7.037 × 91 m.
- 15/33: 8.988× 91 m
- 05L/23R ; 05R/23L: parallele, unite e di dimensioni rispettivamente di 6.759 × 91 m e 4.572 × 91 m.
- 24/06: 2.149 × 91 m.
- 12L/30R ; 12R/30L: parallele, unite e di dimensioni di 2.814 × 91 m.
- 07/25: 7.041 × 91 m.
- 09/27: 3.045 × 91 m.
- 17/35 : 11.917 × 274 m (Usata anche nella configurazione 17L/35R ; 17C/35C ; 17R/35L): parallele, unite e di dimensioni rispettivamente di 14.217 × 91 m, 11.917 × 91 m e 11.917 × 91 m). La più grande pista del mondo.
- 11/29: 6.400 × 91 m.
- 02/20: 6.414 × 91 m.

La Base principale è sede della Benefield Anechoic Facility (BAF), un edificio per lo studio delle frequenze radio ed elettromagnetiche in generale. Ospita inoltre il Museo del Centro di Ricerca della Base, con più di 15 velivoli in mostra.

### Centro di ricerca Dryden
Contenuto all'interno della Base principale, il Dryden Flight Research Center (DRFC) è una struttura della NASA dedicata alla ricerca sui più avanzati modelli di velivoli aeronautici ed aerospaziali. Il centro è stato sede di progetti sperimentali ed è tuttora funzionante (es.: Boeing X-45); è anche sede dello Shuttle Carrier Aircraft, un Boeing 747 modificato per trasportare lo Space Shuttle al Centro Spaziale Kennedy qualora atterri alla Base Edwards.

### Area AFRL
Il Laboratorio di Ricerca dell'USAF (inglese: Air Force Research Laboratory) possiede un sito di test (spesso soprannominato "La Roccia") per motori a razzo, ad est del lago Rogers. Sviluppato inizialmente per il Programma Apollo, il sito oggi ha 12 strutture per i test (anche multipli) di motori e componenti per razzi e propellenti liquidi e solidi. In quest'area sono stati testati i razzi per gli ICBM e gli stadi propulsivi dello Space Shuttle.

### Base Nord

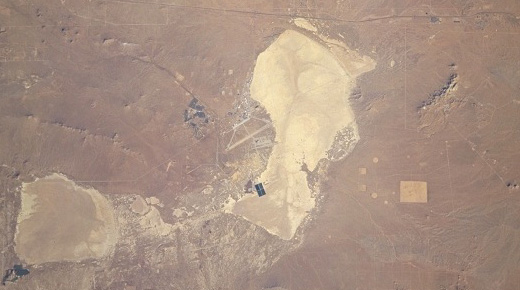
Foto da satellite della Base

La Base Nord è situata sul lato nord-occidentale del lago Rogers ed ospita i programmi di ricerca più segreti della base aerea. È dotata di una pista asfaltata da 1.830 x 45 m, direzione 04R/22L (parallela quindi alla seconda pista della base principale) ed è accessibile via lago o tramite una strada ad accesso controllato. Nonostante sulla mappa sembri apparentemente vicina alla base principale, è altresì poco visibile a causa della foschia e, anche durante giornate eccezionalmente limpide, i dettagli della base Nord non sono visibili, rendendo il sito un luogo ideale per sviluppare programmi aerei segreti.